# Rada Gmin i Regionów Europy

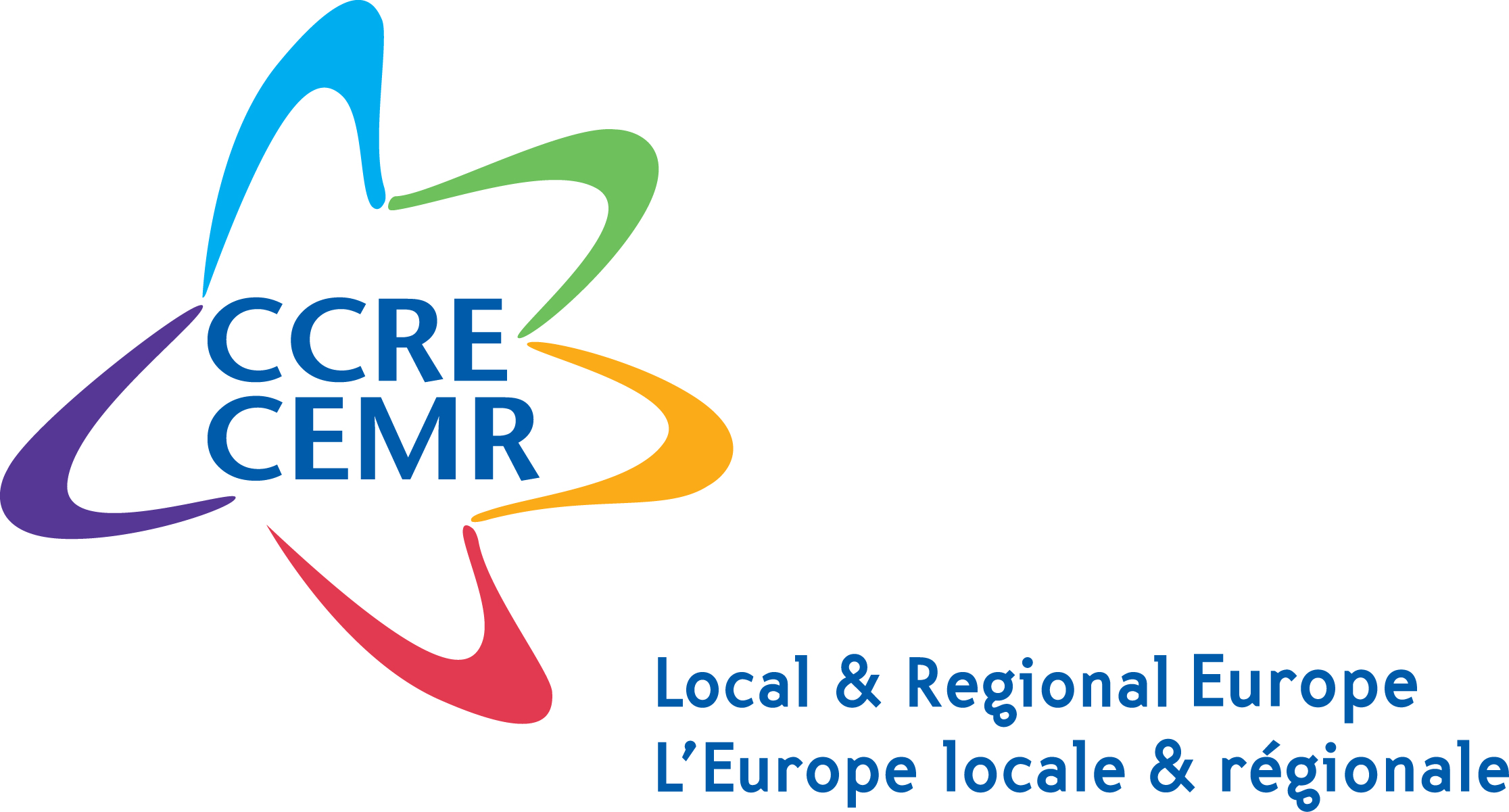
Logo CEMR

Rada Gmin i Regionów Europy – stowarzyszenie zrzeszające samorządy lokalne i regionalne w Europie.
Członkami CEMR są krajowe związki władz lokalnych i regionalnych z ponad 30 krajów Europy. Głównym celem CEMR jest promocja silnej, zjednoczonej Europy opartej na samorządach lokalnych i regionalnych oraz demokracji Europy w której decyzje są podejmowane najbliżej obywateli w zgodzie z zasadą subsydiarności. Działalność obejmuje szeroki wachlarz tematów od usług publicznych, przez transport, politykę regionalną, środowisko po równe szanse. Jest aktywna na arenie międzynarodowej. Jest europejską sekcją światowej organizacji miast i gmin – United Cities and Local Governments (UCLG).

## Członkowie Rady Gmin i Regionów Europy
Członkami CEMR mogą zostać krajowe związki władz lokalnych i regionalnych z państw należących do Rady Europy. Dodatkowo członkami, oprócz tych z Unii Europejskiej, są państwa nie należące do Unii Europejskiej (Norwegia, Szwajcaria, Islandia, Ukraina, Macedonia Północna). Aby zostać członkiem tej organizacji, trzeba zwrócić się z oficjalnym wnioskiem do Komitetu Politycznego CEMR oraz wykazać swoją reprezentatywność na szczeblu krajowym. Członkowie CEMR płacą roczną składkę członkowską obliczoną na podstawie produktu krajowego netto i liczby mieszkańców danego kraju.

## Działalność Rady Gmin i Regionów Europy
Wpływanie na legislację europejską
Legislacja w UE – szczególnie w dziedzinach takich jak środowisko, zamówienia publiczne, fundusze strukturalne, pomoc państwa czy prawo konkurencji – ma ogromy wpływ na samorządy lokalne i regionalne w Europie. Wpływanie na legislację UE jest więc jednym z kluczowych działań CEMR. Współpracując z krajowymi stowarzyszeniami władz lokalnych i regionalnych, CEMR, poprzez dialog i konsultacje wypracowuje wspólne stanowiska, będące odpowiedzią na propozycje Komisji Europejskiej, lobbuje również w Parlamencie Europejskim czy Radzie Ministrów zgłaszając swoje poprawki.
Kształtowanie przyszłości Europy
CEMR dąży do tworzenia Europy, która szanuje zasadę subsydiarności oraz zarządzanie na szczeblu lokalnym i regionalnym, Europy, w której wszystkie szczeble zarządzające (lokalne, regionalne, krajowe i europejskie) współpracują ze sobą jako partnerzy. CEMR prowadził kampanię na rzecz Konstytucji Europejskiej, która uznaje rolę gmin, miast i regionów, pomógł również samorządom lokalnym i regionalnym z nowych państw
członkowskich w przygotowaniach do akcesji z UE.
Wymiana informacji i doświadczeń
Władze lokalne i regionalne posiadają bardzo różne doświadczenia w ramach realizowanych zadań i swoich kompetencji (edukacja, transport, ochrona środowiska, rozwój gospodarczy). Rolą CEMR jest rozpowszechnianie tych doświadczeń wśród swoich członków. W tym celu organizuje on spotkania grup roboczych, seminaria i konferencje, podczas których uczestnicy mają okazję do wymiany doświadczeń.
Wspieranie współpracy miast partnerskich
CEMR stworzył koncepcję współpracy partnerskiej w Europie, która wywodzi się z idei Europy obywateli. Obecnie można odnotować ponad 30.000 kontaktów partnerskich w Europie, a wspieranie tej współpracy przede wszystkim poprzez działalność europejskiej sieci koordynatorów współpracy bliźniaczej jest jednym z priorytetów CEMR. Dlatego współpracuje on blisko z Dyrekcją Generalną ds. Edukacji i Kultury w Komisji Europejskiej oraz Parlamentem Europejskim w celu uzyskania wsparcia politycznego i finansowego dla współpracy partnerskiej.
Wzmacnianie samorządów lokalnych i regionalnych na świecie
CEMR jest europejską sekcją światowej organizacji miast i gmin United Cities and Local Governments (UCLG). W ramach UCLG Rada Gmin i Regionów Europy promuje demokrację, idee samorządów lokalnych i wymianę informacji, wspiera również współpracę Północ-Południe oraz rozwój zasobów ludzkich.